# Marib (huyện)
Huyện Marib là một huyện thuộc tỉnh Ma'rib, Yemen. Đến thời điểm năm 2003, huyện này có dân số 39495 người